# Bajo Baudó
Pour les articles homonymes, voir Baudo.
Bajo Baudó est une municipalité située dans le département de Chocó, en Colombie.